# 達恩湖
52°47′46″N 7°11′19″E / 52.796197°N 7.188621°E

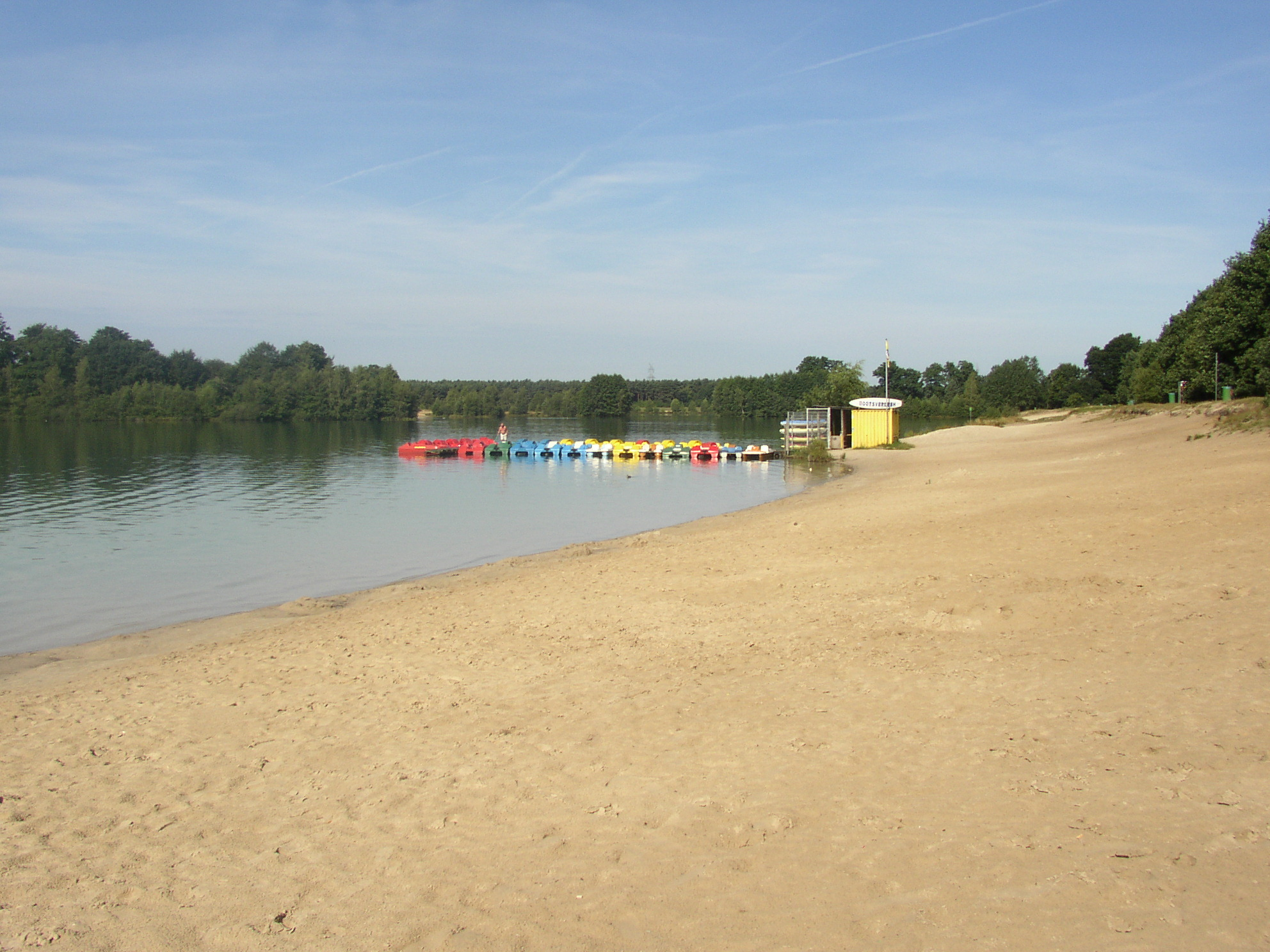

達恩湖（德語：Darnsee），是德國的湖泊，位於該國西北部，由下薩克森州負責管轄，處於奧斯納布呂克縣，長0.4公里、寬0.2公里，面積0.08平方公里，平均水深3米，最大水深5.5米。